# Djawolski most
Djawolski most (Teufelsbrücke; bulgarisch: Дяволски мост; türkisch: Şeytan Köprüsü) ist eine dreibogige steinerne Brücke, die den Fluss Arda in den bulgarischen Rhodopen bei Ardino in der Oblast Kardschali überquert. Im Jahr 2013 wurde eine 5 km lange asphaltierte Zufahrt angelegt.

## Entstehung
Die 56 m lange, 3,5 m breite  und 11,5 m hohe Brücke, ein Teil der Verbindung von Thrakien zur Küste des Ägäischen Meers, wurde von 1515 bis 1518 unter der Regierung des osmanischen Sultans Selim I. möglicherweise anstelle eines auf die Römerzeit zurückgehenden Vorgängerbaus durch den Baumeister Dimitar errichtet. 1984 wurde sie zum Kulturdenkmal (паметник на културата) erklärt. Über die Brücke führt der Weitwanderweg Sultans Trail.